# История почты и почтовых марок Кабо-Верде
История почты и почтовых марок Кабо-Верде описывает развитие почтовой связи в Кабо-Верде, независимом государстве (с 1975) у западного побережья Африки, бывшей португальской колонии (1877—1951), заморской провинции (1951—1975) Португалии Острова Зелёного Мыса, со столицей в городе Прая.
Кабо-Верде входит в число стран — участниц Всемирного почтового союза (ВПС; с 1976), а её нынешним национальным почтовым оператором является компания «Почта Кабо-Верде» (Correios de Cabo Verde).

## Выпуски почтовых марок

### Первые почтовые марки
Первые почтовые марки островов Зелёного Мыса вышли в 1877 году. Это были марки колониального типа.

### Последующие выпуски
Последующие выпуски Островов Зелёного Мыса, как и первый выпуск, в колониальный период имели дизайн, общий для почтовых марок португальских колониальных владений.
Почтовые марки Островов Зелёного Мыса в 1877—1881 годах были также в обращении на территории Португальской Гвинеи.

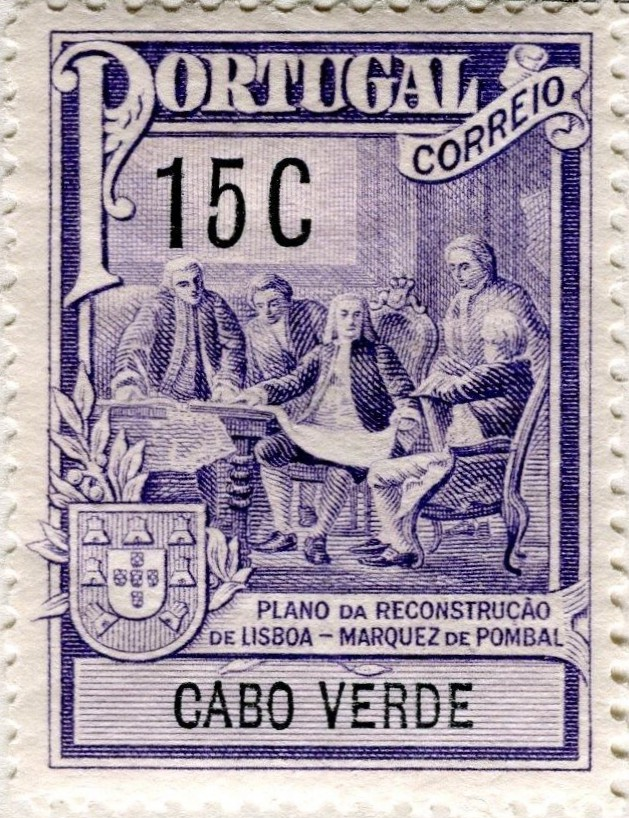
Почтовая марка Островов Зелёного Мыса, 1925

Первые памятные марки Островов Зелёного Мыса выпущены в 1939 году.
На почтовых марках колонии встречаются надписи: порт. «Cabo Verde» («Зелёный Мыс»), «Correio» («Почта»), «Portugal. Cabo Verde» («Португалия. Зелёный Мыс»), «Republica Portugueza. Cabo Verde» («Португальская республика. Зелёный Мыс»).

### Независимость
Провозглашение независимости 5 июля 1975 года было отмечено выпуском памятной марки нового государства. Это была надпечатка на одном из выпусков колониального периода текста порт. «Indepéncia 5-Julho-1975» («Независимость 5 июля 1975»).
В 1976 году вышел первый почтовый блок Островов Зелёного Мыса.
В 1980 году выпущены серия памятных марок и почтовый блок в честь Московской Олимпиады.
С 1986 года государство Острова Зеленого Мыса стало называться Кабо-Верде.

## Другие виды почтовых марок

### Авиапочтовые
В 1938 году вышли первые авиапочтовые марки Островов Зелёного Мыса.

### Доплатные
С 1904 года эмитировались доплатные марки. На них надписи порт. «Porteado» («Доплата»), порт. «Receber» («Уплатить»).

### Почтово-налоговые
В 1925 году были эмитированы почтово-налоговые марки.

### Газетные
В 1893 году были выпущены газетные марки.